# San Marino op het Eurovisiesongfestival 2016

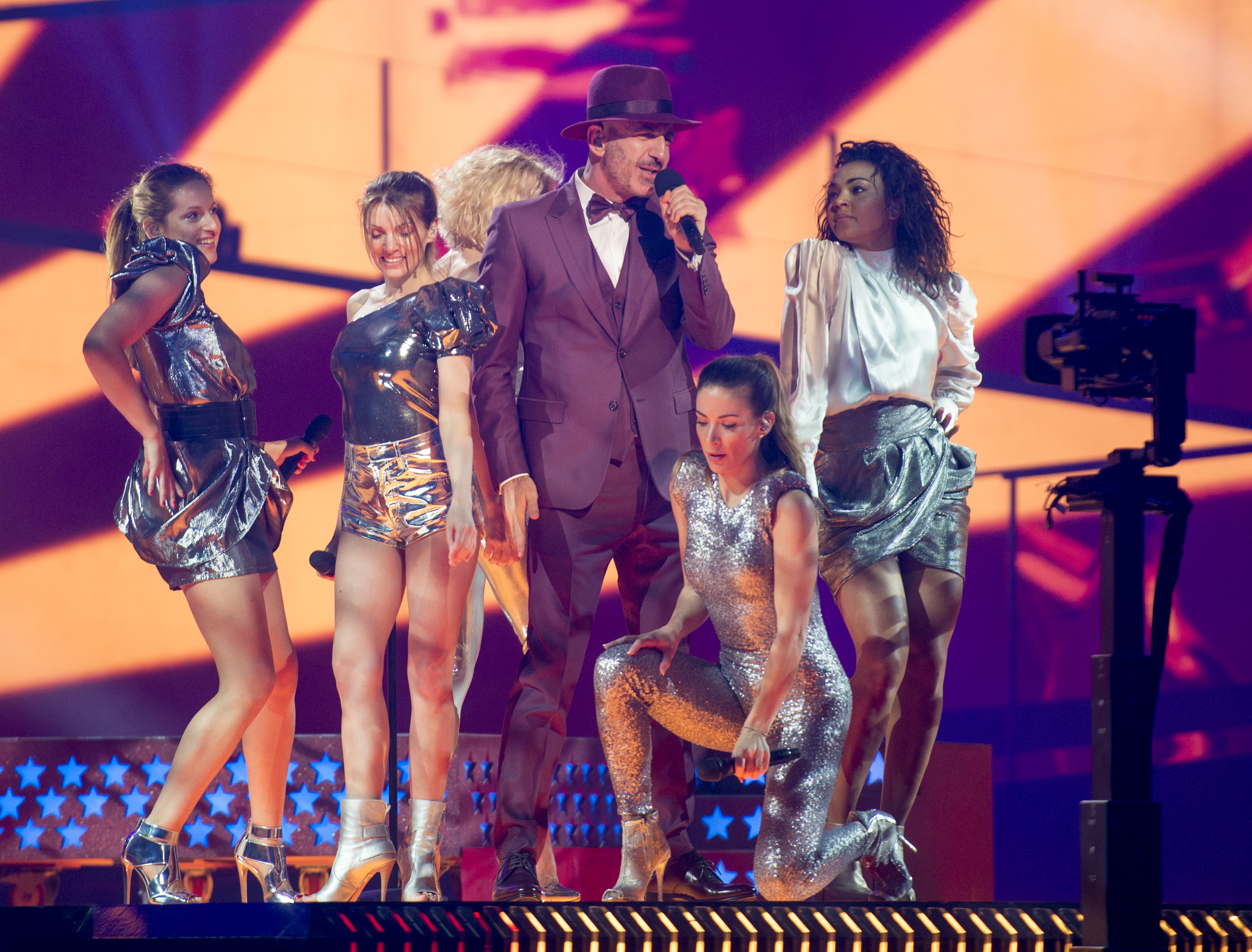
Serhat werd uitgeschakeld in de eerste halve finale

San Marino nam deel aan het Eurovisiesongfestival 2016 in Stockholm, Zweden. Het was de 7de deelname van het land aan het Eurovisiesongfestival. SMRTV was verantwoordelijk voor de San Marinese bijdrage voor de editie van 2016.

## Selectieprocedure
Op 24 september 2015 gaf de San Marinese openbare omroep aan te zullen deelnemen aan het Eurovisiesongfestival 2016. Begin januari werd duidelijk dat de San Marinese openbare omroep, zoals bij alle voorgaande deelnames, had geopteerd voor een interne selectie. De naam van artiest zou op 12 januari bekendgemaakt worden. Het bleek uiteindelijk om de Turkse zanger Serhat te gaan. Zijn lied, genaamd I didn't know, werd op 9 maart gepresenteerd. Serhat nam ook een discoversie van het nummer op, omdat deze zo goed in de smaak viel bij het publiek werd gekozen om met deze versie naar Stockholm te gaan. 

## In Stockholm
San Marino trad in de eerste halve finale op dinsdag 10 mei 2016 aan. Serhat trad als achtste van achttien acts op, net na Iveta Mukuchian uit Armenië en gevolgd door Sergej Lazarev uit Rusland. San Marino wist zich niet te plaatsen voor de finale.